# Neuilly (Nièvre)
Neuilly è un comune francese di 133 abitanti situato nel dipartimento della Nièvre nella regione della Borgogna-Franca Contea.

## Società

### Evoluzione demografica
Abitanti censiti